# Hombourg-Haut
Hombourg-Haut là một xã trong vùng Grand Est, thuộc tỉnh Moselle, quận Forbach, tổng Saint-Avold-2. Tọa độ địa lý của xã là 49° 07' vĩ độ bắc, 06° 46' kinh độ đông. Hombourg-Haut nằm trên độ cao trung bình là 320 mét trên mực nước biển, có điểm thấp nhất là 209 mét và điểm cao nhất là 354 mét. Xã có diện tích 12,25 km², dân số vào thời điểm 1999 là 9486 người; mật độ dân số là 774 người/km².

## Thông tin nhân khẩu
| 1962   | 1968   | 1975   | 1982   | 1990  | 1999  |
| ------ | ------ | ------ | ------ | ----- | ----- |
| 10 111 | 10 571 | 10 401 | 10 055 | 9.580 | 9.486 |

## Nhân vật nổi tiếng
- Louis Théodore Gouvy (1819-1898), nhà soạn nhạc